# Lithobius teldanensis
Lithobius teldanensis är en mångfotingart som först beskrevs av Negrea och Matic 1996.  Lithobius teldanensis ingår i släktet Lithobius och familjen stenkrypare.
Artens utbredningsområde är Israel. Inga underarter finns listade i Catalogue of Life.